# Zack de la Rocha
Pour les articles homonymes, voir Rocha.
Zacharias Manuel « Zack » de la Rocha, né le 12 janvier 1970 à Long Beach (Californie), est un chanteur, musicien, poète, activiste américain, connu en tant que chanteur du groupe Rage Against the Machine, groupe politiquement engagé et influent, sur le plan des idéaux politiques autant qu'en musique, réussissant notamment la fusion entre rap et metal.

## Biographie

### Jeunesse
Zacharias Manuel de la Rocha est né le 12 janvier 1970, à Long Beach en Californie. Son père, Roberto « Beto » de la Rocha, d’origine mexicaine, né le 26 novembre 1937 à Wilmar en Californie,, qui fait partie du groupe d'artistes chicanos Los Four, est peintre muraliste de confession juive. Sa mère, Olivia Lorryne Carter, née le 8 octobre 1941 à Los Angeles, Californie,, est d'origine mexicaine et germano-irlandaise.
Incapable de s’adapter à ce style de vie, Zack reste avec sa mère à Irvine, à l’époque une des villes à plus forte population blanche de la Californie du Sud. Il se sent étranger, autant dans le Chicago de son père que dans la banlieue fade californienne. Zack devient végétarien pendant l'adolescence.

### Débuts
À l'école secondaire, Zack s’implique dans la scène punk et hardcore en jouant de la guitare dans un groupe de straight edge appelé Hardstance. Son intérêt pour des groupes comme Sex Pistols et Bad Religion l’amène à découvrir d’autres groupes comme Minor Threat et Bad Brains. C'est à cette époque qu'il rencontre Tim Commerford, qui deviendra plus tard le bassiste de Rage Against the Machine. De la Rocha explique plus tard concernant le groupe : « On se détachait tous complètement de la société pour devenir des... des esprits, et ne pas rentrer dans le système. J'ai extériorisé toute ma colère dans ce groupe,. »
Il forme ensuite le groupe Inside Out, qui obtient un certain succès local. Ils publient un EP, No Spiritual Surrender avant de se séparer. L’héritage de Chicago l’isole des adolescents riches blancs autour de lui. Il s’intéresse au hip-hop et notamment à Public Enemy, KRS-One et Run–D.M.C.. Il se met à improviser en rappant dans des clubs locaux, où il rencontre Tom Morello et Brad Wilk. Avec Tim Commerford, ils forment Rage Against the Machine.

### Rage Against the Machine
Pendant longtemps, Rage Against the Machine va être un des groupes majeurs américains les plus engagés politiquement. Zack devient un champion visible de la gauche radicale, soutenant le mouvement zapatiste mexicain, se battant pour les causes de Leonard Peltier et Mumia Abu-Jamal. Il fait même un discours devant le siège de l’ONU contre les États-Unis et les traitements infligés à Mumia Abu-Jamal. Pour Zack, la musique et le message sont si intimement liés qu’il ne considérait réussi un album de Rage que s'il avait provoqué une réaction politique[réf. nécessaire].
Les deuxième et troisième albums de Rage atteignent la première place des ventes aux États-Unis, mais sans provoquer l’impact politique que Zack espérait. Il devient de plus en plus impatient et collabore avec des artistes comme KRS-One et Chuck D. En octobre 2000, Zack quitte Rage Against the Machine pour des raisons de « divergences musicales ». Rage Against the Machine se reforme en 2007 à l'occasion du festival californien Coachella.

### Projets solo
En 2000, il apparaît sur l'album In the Møde de Roni Size avec le morceau Centre of the Storm. En 2001, il enregistre avec Questlove, le batteur des Roots et El-P le meneur de Company Flow. En 2002, de la Rocha participe sur le morceau Release Part 1, 2, & 3 de Blackalicious, sur l'album Blazing Arrow. Il sort en collaboration avec DJ Shadow March of Death pour protester contre la guerre en Irak. Il travaille également à un morceau produit par Trent Reznor de Nine Inch Nails intitulé We Want It All, paru sur Songs and Artists That Inspired Fahrenheit 9/11. Depuis la séparation de Rage Against the Machine, Zack est resté à l’écart de l’attention du public. Ses plus récentes apparitions sont sa contribution à la bande originale Songs and Artists That Inspired Fahrenheit 9/11 et sa participation à l’album de Saul Williams en 2004.
Dans un article du magazine Billboard, il est annoncé que l'album solo de Zack de la Rocha était terminé. Il avait commencé à travailler sur celui-ci depuis son départ de RATM en 2000 et, selon certains, depuis 1995. Trent Reznor, DJ Shadow et El-P ont déclaré avoir produit l'album ou des parties de celui-ci. Cependant, il semble depuis avoir été mis à l'écart indéfiniment.
One Day as a Lion est un projet fondé par Zack de la Rocha et Jon Theodore, ancien batteur du groupe The Mars Volta. Le groupe a sorti son premier EP le 22 juillet 2008.
En 2015, Run the Jewels sort Close Your Eye avec la collaboration de Zack de la Rocha. Le 8 septembre 2016, le premier album solo de Zack de la Rocha est annoncé, et devrait sortir au début de l'année 2017. Cette annonce est accompagnée d'une chanson, produite par EI-P, intitulée Digging For Windows, sortie sur YouTube et BitTorrent. Le 25 décembre 2016, à l'occasion de Noël, Run the Jewels publie de manière anticipée son troisième album, RTJ3, sur lequel figure la nouvelle collaboration entre le groupe et Zack de la Rocha, intitulée A Report To The Shareholders / Kill The Masters.

## Discographie

### Albums collaboratifs
- 1990 : No Spiritual Surrender (avec Inside Out)
- 1992 : Rage Against the Machine (avec Rage Against the Machine)
- 1996 : Evil Empire (avec Rage Against the Machine)
- 1998 : Live and Rare (avec Rage Against the Machine)
- 1988 : Face Reality (avec Hardstance ; guitariste)
- 1999 : The Battle of Los Angeles (avec Rage Against the Machine)
- 2000 : Renegades (avec Rage Against the Machine)
- 2003 : Live at the Grand Olympic Auditorium (avec Rage Against the Machine)
- 2008 : One Day as a Lion (avec One Day as a Lion ; EP)

### Album solo
- 2016 : Digging for Windows (single)[10]